# Секретар місцевої ради в Україні
Секрета́р місце́вої ра́ди — особа, що працює в міській, селищній чи сільській раді в Україні на постійній основі та обирається радою з числа її депутатів на строк повноважень ради за пропозицією її голови.

## Повноваження
Секретар ради:
- здійснює повноваження сільського, селищного, міського голови[1]
- скликає сесії ради (у окремих випадках) та повідомляє депутатам і доводить до відома населення інформацію про час і місце проведення сесії ради питання, які передбачається внести на розгляд ради
- веде засідання ради та підписує її рішення (у окремих випадках)
- організує підготовку сесій ради, питань, що вносяться на розгляд ради
- забезпечує своєчасне доведення рішень ради до виконавців і населення, організує контроль за їх виконанням, забезпечує офіційне оприлюднення рішень ради, які відповідно до закону є регуляторними актами, а також документів, підготовлених у процесі здійснення радою регуляторної діяльності, та інформації про здійснення радою регуляторної діяльності[2]
- за дорученням сільського, селищного, міського голови координує діяльність постійних та інших комісій ради, дає їм доручення, сприяє організації виконання їх рекомендацій
- сприяє депутатам ради у здійсненні їх повноважень
- організує за дорученням ради відповідно до українського законодавства здійснення заходів, пов'язаних з підготовкою і проведенням референдумів та виборів до органів державної влади і місцевого самоврядування
- забезпечує зберігання у відповідних органах місцевого самоврядування офіційних документів, пов'язаних з місцевим самоврядуванням відповідної територіальної громади, забезпечує доступ до них осіб, яким це право надано у встановленому порядку
- вирішує за дорученням сільського, селищного, міського голови або відповідної ради інші питання, пов'язані з діяльністю ради та її органів

Секретар сільської, селищної, міської ради не може суміщати свою службову діяльність з іншою посадою, у тому числі на громадських засадах (крім викладацької, наукової та творчої роботи в позаурочний час), займатися підприємницькою діяльністю, одержувати від цього прибуток, якщо інше не передбачено законом. Він може за рішенням ради одночасно здійснювати повноваження секретаря виконавчого комітету
відповідної ради. Повноваження секретаря можуть бути достроково припинені за рішенням відповідної ради.

## Процедура обрання
Пропозиція щодо кандидатури секретаря ради може вноситися на розгляд ради не менш як половиною депутатів від загального складу відповідної ради у разі, якщо:
- на день проведення першої сесії сільської, селищної, міської ради, обраної на чергових виборах, не завершені вибори відповідно сільського, селищного, міського голови

- рада не підтримала кандидатуру на посаду секретаря ради, запропоновану відповідним сільським, селищним, міським головою

- протягом тридцяти днів з дня відкриття першої сесії сільської, селищної, міської ради відповідний сільський, селищний, міський голова не вніс кандидатуру на посаду секретаря ради

- на наступній черговій сесії після виникнення вакансії секретаря ради у зв'язку з достроковим припиненням його повноважень відповідний сільський, селищний, міський голова не вніс на розгляд ради кандидатуру на посаду секретаря ради

- посада секретаря ради стає вакантною під час вакантності посади відповідного сільського, селищного, міського голови у зв'язку з достроковим припиненням його повноважень.[3]

У разі, якщо рада не підтримала кандидатуру, внесену на її розгляд не менш як половиною депутатів від загального складу відповідної ради, наступну пропозицію щодо кандидатури секретаря ради вносить відповідний сільський, селищний, міський голова.